# Bigio (Dazzi)
Il Bigio (nominativo ufficiale Era fascista) è una scultura in marmo di Carrara (altezza 750 cm) di Arturo Dazzi, realizzata nel 1932 e posta in origine in piazza della Vittoria a Brescia.
Il colosso venne elogiato da Benito Mussolini nel 1932 come raffigurazione dell'Era fascista, che divenne il suo nome ufficiale. Per la popolazione bresciana tuttavia la statua passò alla storia con il nome di Bigio, più probabilmente perché realizzata in "marmo bigio" che per la forma dialettale del nome Luigi, assieme ad altri nomi meno noti come Camillo o Lello, quest'ultimo anche in relazione alla forma dialettale lélo, cioè sciocco, in senso dispregiativo.
Nell'immediato dopoguerra fu oggetto di numerosi atti di contestazione antifascista, fino alla sua rimozione nel 1945, quando venne trasferito in un magazzino comunale. Dopo quasi settant'anni di oblio e proposte sul suo recupero, nel 2013 la giunta guidata dal sindaco Adriano Paroli ha dato il via al restauro del colosso, in vista del suo ricollocamento pensato nell'ambito del progetto di riqualificazione generale della piazza, mirato a restituirne le linee originali e collegato all'apertura della fermata "Vittoria" della metropolitana di Brescia. La successiva amministrazione di Emilio Del Bono, tuttavia, ha bloccato il progetto e il dibattito sul destino della statua è ancora oggi in corso.

## Storia

### Le prime idee di Piacentini
L'idea di collocare una fontana con, forse, una statua in sommità nacque ancora nelle prime fasi progettuali dell'architetto Marcello Piacentini dopo la vincita del concorso, indetto dal comune, per la realizzazione della nuova piazza. L'elemento di spicco della statua doveva ancor più concentrare l'armonia dinamica dello spazio, animato da numerose presenze emergenti (il Torrione INA, la Torre della Rivoluzione e il Palazzo Peregallo) e dal profilo diversificato del suo contorno, praticamente doveva diventare il vero perno del piazzale.
Banalmente, le prime idee di Piacentini si indirizzarono su una classica fontana centrale, sormontata da una riproduzione della Vittoria alata. Le critiche ricevute in merito, però, lo portarono presto a muoversi verso altri fronti, cioè di usare anche la fontana come contributo alla variata morfologia della piazza: la fontana fu così traslata a ovest, davanti alla congiunzione fra il torrione dell'INA e il palazzo delle Assicurazioni Generali, dove poteva davvero dialogare con la voluta irregolarità delle moli e dei colori che si affacciavano sulla piazza. Questa modifica contribuì anche a un ripensamento generale della fontana stessa: serviva una figura dominante, emergente e verticale, più statua a sé che statua a coronamento di una fontana. Il tema della Vittoria alata venne dunque meno, preferendo qualcosa di più moderno e adatto al proprio ruolo di simbolo della nuova epoca e dei nuovi ideali sociali e politici. Le prime osservazioni in merito si riferiscono dunque a una «statua colossale», o un «monumento fontana dedicato alla Vittoria», oppure ancora ad un «colossale gruppo di bronzo», il tutto subito affidato alla mano di Arturo Dazzi, già consolidato collaboratore di Piacentini nei cantieri del Monumento alla Vittoria di Bolzano e del simile Arco della Vittoria a Genova, ma anche per alcuni lavori a Roma.

### L'opera di Arturo Dazzi e la collocazione
Già nell'agosto del 1931 il Dazzi avanzava al comune di Brescia un'offerta per la realizzazione della statua, che sarebbe stata pensata e realizzata a coronamento della fontana disegnata da Piacentini. La proposta consisteva in una scultura alta 7,50 metri, dei quali 50 centimetri costituenti lo zoccolo, rappresentante «la Giovinezza d'Italia, mirando, oltre che a consacrare il ricordo della grande Vittoria, ad esprimere gli ideali rinnovatori del Regime Fascista». L'immagine della giovinezza, vigorosamente sbandierata dal fascismo come incitamento alla crescita demografica, allo sport e all'addestramento militare, doveva dunque trovare in questa statua la sua piena raffigurazione, sapientemente fusa con le celebrazioni della vittoria della prima guerra mondiale. I tempi di realizzazione si trascinarono parecchio rispetto a quanto stabilito dagli accordi iniziali e solo nell'aprile del 1932 Piacentini poteva scrivere ad Augusto Turati di aver visto il bozzetto della statua, alto la metà dell'altezza definitiva, esprimendo un giudizio lusinghiero:
(Lettera di Marcello Piacentini ad Augusto Turati, 2 aprile 1932)
In effetti, andò tutto come previsto da Piacentini: il lavoro sul blocco di marmo di Carrara da cinquantadue tonnellate durò dal 15 giugno al 15 settembre e il traino da Seravezza, presso Forte dei Marmi, dove era stato scolpito prendendo come modello un giovane locale (Silvio Belli), fino a Brescia impiegò una settimana, giungendo in città il 22 settembre.

Sul percorso non si ebbero ostacoli, tranne un sottopassaggio troppo basso di sessanta centimetri, che venne oltrepassato scavando il piano stradale per otto metri. All'arrivo del colosso a Brescia erano pronti ad accoglierlo, in pompa magna, l'autore Arturo Dazzi, il podestà Pietro Calzoni, Marcello Piacentini e altri notabili dell'amministrazione cittadina.
Il giorno successivo, l'impresa edile Sabic, che gestiva i cantieri di alcuni edifici della piazza, mise a disposizione le sue attrezzature per il sollevamento e il posizionamento della statua, operazioni che furono dirette dai fratelli Lombardi, esperti industriali della pietra di Rezzato.

Il 24 settembre, finalmente spogliato dall'incastellatura in legno che lo aveva protetto lungo il trasporto, fu issato sulla fontana in pietra di Botticino realizzata dalla ditta Gaffuri di Rezzato, raggiungendo l'altezza complessiva di nove o dieci metri (a seconda delle fonti).
Nelle settimane successive la statua fu rifinita sul posto dallo stesso Dazzi, che ricevette come compenso per l'opera 300.000 lire, fra l'altro non prima di aver consumato accesi diverbi con il podestà Fausto Lechi il quale, sostituitosi a Calzoni nei mesi successivi, non volle riconoscere il valore dell'opera attribuitogli fino a quel momento.
Proprio il Lechi, negli anni seguenti, si sarebbe rivelato anzi uno dei più accaniti detrattori del colosso dell'artista, soprattutto per la questione dei genitali scoperti.
Nello stesso mese Benito Mussolini, pur avendolo visto solo in fotografia, già lo venerò come raffigurante in pieno l'Era fascista e questo divenne il suo nome ufficiale.
Il Duce, comunque, ebbe modo di vedere il colosso poco più di un mese dopo, il 1º novembre 1932, durante la cerimonia di inaugurazione della piazza, durante la quale presenziò e tenne anche un discorso sull'arengario. Quel giorno, riporta Alfredo Giarrattana, «Mussolini si avvicinò alla fontana e, osservando di sotto in su la statua, si dice abbia esclamato: "È potente!". Arturo Dazzi, che era accanto a Mussolini, avrebbe reagito con commozione, mormorando: "Adesso anche se la vogliono buttar giù, non me ne importa niente!"».

### Il popolo, la critica e le polemiche
Dopo poche settimane emersero le prime insofferenze, soprattutto di carattere morale: il colosso, completamente nudo e dunque con i genitali scoperti, fu condannato dal vescovo dell'epoca Giacinto Gaggia come trionfo della laicità edonistica, diffondendo un messaggio nel quale diceva:
(Giacinto Gaggia, in Bollettino della Diocesi, 1932)

Nel 1933 si tentò di risolvere la questione aperta dalla critica cattolica applicando una foglia di vite in alluminio sulle parti anatomiche condannate. La foglia fu confezionata a Brescia dalla fonderia artistica Perani: il disegno fu affidato allo scultore Claudio Botta, mentre l'operaio Paolo Talenti la modellò e la dipinse ad imitazione del marmo. La cosa dovette suscitare diverse polemiche, come dimostra il forte interessamento dei giornali locali dell'epoca circa la questione della copertura dei genitali, anche a causa della soluzione della foglia di vite, ormai molto banale. Il quotidiano Il Popolo di Brescia, ad esempio, in un articolo sulla nudità delle sculture nella storia dell'arte dice, con velato riferimento al Bigio di Brescia: 
(Carlo Bresciani, Il nudo nella scultura, in Il Popolo di Brescia, 16 ottobre 1932)
Il dibattito sul tema, oltretutto, non era inedito in quegli anni, poiché già aperto dalla sfilata dei nudi e aitanti atleti dello Stadio dei Marmi a Roma, nel Foro Mussolini, sculture ancora oggi ritenute un trionfo della genialità virile, con entusiastiche letture anche da parte del mondo omosessuale.
Altri pareri avversi emersero negli anni, già prima della guerra, soprattutto dagli esponenti delle correnti antimoderniste che si scagliavano contro l'anticlassicismo delle forme della statua, benché in verità proprio di statua classica si trattasse.

Numerosi furono anche i tentativi di screditare l'opera, in particolare circa la sua qualità, dicendo che si trattava solamente di una scultura scartata dal Foro Mussolini, notizia invero totalmente infondata.

Altre illazioni furono la presenza di scheggiature ritoccate con lo stucco, il fatto che i nove decimi dei bresciani fossero concordi alla sua rimozione e che il colosso era stato la causa di un incidente mortale verificatosi durante un'azione goliardica: un giovane, con le intenzioni di creare un vestito alla statua, si sarebbe arrampicato fino sulle spalle per prenderne le misure e da lì sarebbe precipitato al suolo, morendo. Non si ha alcuna prova, di fatto, che questo evento sia accaduto veramente
Altre denunce, come detto precedentemente, provennero dal nuovo podestà, il conte avvocato Fausto Lechi, che nel 1933 lamentava quell'«ibrido, indecoroso grottesco della foglia di vite» che, persa la verniciatura nel corso degli anni, non avrebbe fatto altro che mettere «ancor più in evidenza il punto anatomico e la sudicia copertura».
Il popolo, da parte sua, accolse la statua e il suo posizionamento in modo anche sbeffeggiante e goliardico, umanizzante, come spesso accadeva per i monumenti statuari.
Il Caffè Impero, retrostante il colosso e ancora esistente, fu addirittura soprannominato café dele ciàpe, letteralmente caffè delle chiappe, poiché i posteriori del giovane raffigurato davano direttamente sui tavolini e, in particolare, dalla sala al primo piano del caffè se ne poteva godere un'ottima e diretta visione.
Nel 1939 la rivista Brixia fidelis pubblicò una curiosa poesia di un anonimo, firmato con lo pseudonimo di Rasighì, cioè "seghetto":
(Rasighì, su Brixia Fidelis, 1939)
È interessante notare il riferimento all'atteggiamento battagliero della statua e, soprattutto, come questo sia ridicolmente degradato e ironizzato a semplice arrabbiatura per la questione della foglia di vite, quando doveva invece simboleggiare il coraggio e la pronta forza dell'Era fascista; va inoltre rimarcato come proprio la questione della foglia a copertura dei genitali sia il tema centrale della poesia, sintomo di quanto l'argomento fosse dibattuto, quasi ormai visto come elemento di spicco del tema del Bigio, immediatamente comprensibile a tutti (si tenga presente la destinazione popolare di questi versi).
È chiaro inoltre come il parere generale del popolo, che questi versi paiono rappresentare, non fosse di denuncia, forse nemmeno di approvazione, bensì di derisione verso tutte queste vicende in fondo così sciatte e ridicole che ruotavano attorno alla povera statua e mosse da chi vi si accapigliava per questioni morali, formali e artistiche, così lontane dalla realtà popolare.
Da parte sua, la critica colta del tempo fu unanime nel riconoscere l'alto valore del colosso, anche in termini di simbologia interiore.

Alla fine del 1932 la rivista Architettura scriveva: «Di fronte al Palazzo delle Assicurazioni Generali una bassa fontana è coronata da una vigorosa statua di Arturo Dazzi rappresentante l'Era Fascista. Un giovane gigante, nudo, balza in avanti in un senso irresistibile di movimento, lo sguardo fisso ad una sicura meta. L'artista […] ha raggiunto in questa statua un'altissima nobiltà di espressione».

### Il dopoguerra e la rimozione
Terminata la seconda guerra mondiale, la statua, vista come simbolo del regime fascista, divenne subito obiettivo di numerosi atti di sfregio. Il più grave fu l'innesco di alcune cariche di dinamite alla sua base, posizionate per due notti consecutive da alcuni oppositori del regime, sfidando la sorveglianza della "Military Police" alleata: le esplosioni tranciarono una gamba, un braccio e rimossero la foglia applicata sui genitali.

La sorte della statua era ormai segnata: il 13 ottobre 1945, dopo circa un mese di lavori per portarlo a terra e fissarlo all'interno di una incastellatura di legno, il Bigio fu rimosso e posto sotto una tettoia di un magazzino comunale in via Rose di Sotto 12/c, dove si trova tuttora.

Il "Giornale di Brescia", in quell'occasione, scrisse in un lungo articolo:
(L'Era fascista in magazzino. Funerali di 4ª classe, in Il Giornale di Brescia, 13 ottobre 1945)

### Denunce e tentativi di recupero dal dopoguerra a oggi
Già nel 1953, dieci anni dopo il termine della guerra per l'Italia, le prime voci che auspicavano il ritorno del Bigio cominciarono a serpeggiare. Nel maggio di quell'anno, difatti, la rivista "Terra nostra" scriveva:
(Mario Moretti, Referendum. Problemi di urbanistica cittadina da risolvere. Ognuno dica la sua. La politica non c'entra, in Terra nostra, maggio 1953, pp. 18-19)
Nell'occasione venne anche indetto, dalla medesima rivista, una sorta di referendum per conoscere la pubblica opinione sulle sorti della statua e dell'arengario: i pareri proposti, forse anche per l'eccessiva vicinanza temporale allo svolgersi di quegli eventi, furono scarsi e discordanti e nulla fu messo in pratica.
Negli anni successivi la statua rimase nell'oblio e nel silenzio stampa, fino al 1970, quando si progettò e realizzò il parcheggio sotterraneo della piazza in collaborazione con l'Agip, che ne sarebbe stata il gestore.

Il progettista Bruno Fedrigolli, di parte socialista, ipotizzò la ricollocazione del colosso nel suo luogo originale. Nuovamente, nulla fu mai realizzato, sebbene la cosa fosse fattibile, come lo stesso Fedrigolli denunciò più di vent'anni dopo in una lettera al Giornale di Brescia:
(Bruno Fedrigolli, La statua del Bigio e i molti iconoclasti, lettera al Giornale di Brescia, 27 febbraio 1995)
Nel 1984 il comune di Brescia avanzò la proposta di vendere all'asta la statua del Dazzi, subito naufragata. Nemmeno il progetto di riqualificazione della piazza formulato da Giorgio Lombardi nel 1986, nell'ambito di un programma di rivalutazione di alcune piazze del centro storico, andò in porto, sebbene l'autore avesse già provveduto a tamponare eventuali opposizioni antifasciste affermando che «la distanza temporale avrebbe consentito di storicizzare questa esperienza e di leggere l'intervento di costruzione della piazza come un campione fra i più completi e riusciti di un'epoca della cultura urbanistica italiana».
Nemmeno sotto la tettoia del magazzino, comunque, il Bigio doveva trovar pace: nel 1995 il viso e il collo furono imbrattati da una secchiata di vernice rossa mentre, proprio in quegli anni, un timido fuoco di paglia mosso da una serie di lettere al Giornale di Brescia nasceva e moriva contro il silenzio dell'amministrazione comunale. Unica iniziativa mossa alla riscoperta della statua venne da parte del Fondo per l'Ambiente Italiano, che nel 1995 organizzò, in occasione della giornata di apertura dei palazzi e dei monumenti solitamente chiusi al pubblico nell'ambito cittadino, anche un sopralluogo al magazzino di via Rose di Sotto.

Nel 2006 l'assessore ai lavori pubblici del comune di Mazzano, nel bresciano, avanzò la richiesta al comune di Brescia di ottenere in cessione il colosso per porlo davanti al municipio del proprio comune. L'idea non ebbe seguito e pure la disponibilità di recupero e restauro della statua da parte del Museo delle Mille Miglia si spense inascoltata.
Nel 2007 il primo segnale di apertura dell'amministrazione comunale venne dal sindaco dell'epoca Paolo Corsini, esponente della sinistra, che si disse disponibile «all'apertura di un ampio dibattito sulla ricontestualizzazione di Piazza Vittoria che [coinvolgesse] il tema del ritorno della statua al luogo da cui fu rimossa», avviando «un confronto serio in città» fra cittadini, esperti, studiosi e l'Università cittadina. Già nel 2008 il dibattito sul Bigio riprende grazie alla prima e fondamentale monografia, interamente dedicata all'argomento, pubblicata dallo storico e studioso Franco Robecchi, il quale si schiera decisamente a favore del recupero del colosso. In merito alla politica di ostracismo portata avanti dalle amministrazioni comunali e da altri, numerosi enti in quasi sessant'anni di storia, scrive:
Si pensi, a conferma dell'irrazionalità emotiva della scelta, che non subì alcuna condanna il ben più compromettente arengario, posto di fronte alla statua del Dazzi, nella Piazza della Vittoria. La lastra con il bassorilievo dei balilla e dei miliziani che salutano con la mano tesa poggiando l'altra sul fascio littorio, fu, anzi, rivestita con mattoni per essere preservata da danneggiamenti di rivalsa politica e, infine, fu ripristinata, facendo, come oggi fa, bella mostra di sé. Nel 1995, inoltre, la direzione dei civici musei acquistò disegni e alcuni gessi delle sculture bresciane del Maraini. Pur trascurando la manutenzione delle pietre dei suoi bassorilievi nella piazza, sempre più porose, lordate da colature e da incrostazioni, l'amministrazione comunale, con quell'operazione, non rinnegò la qualità dei bassorilievi e dell'elegante arengario, anche svolgendo un ruolo di revisione storica, come si legge nel saggio sull'argomento di Luciano Caramel.»
(Franco Robecchi, La statua martirizzata nella Brescia democratica, in Brescia e il colosso di Arturo Dazzi, La Compagnia della Stampa, Roccafranca 2008, p. 66)
La successiva giunta di centrodestra guidata da Adriano Paroli parve determinata alla ricollocazione del Bigio nel suo luogo d'origine, ma la questione fu ostacolata dalla scadenza del contratto di gestione del parcheggio sotterraneo della piazza con l'Agip e, soprattutto, di lavori per la costruzione in piazza della Vittoria della fermata della metropolitana cittadina.

### Il previsto recupero

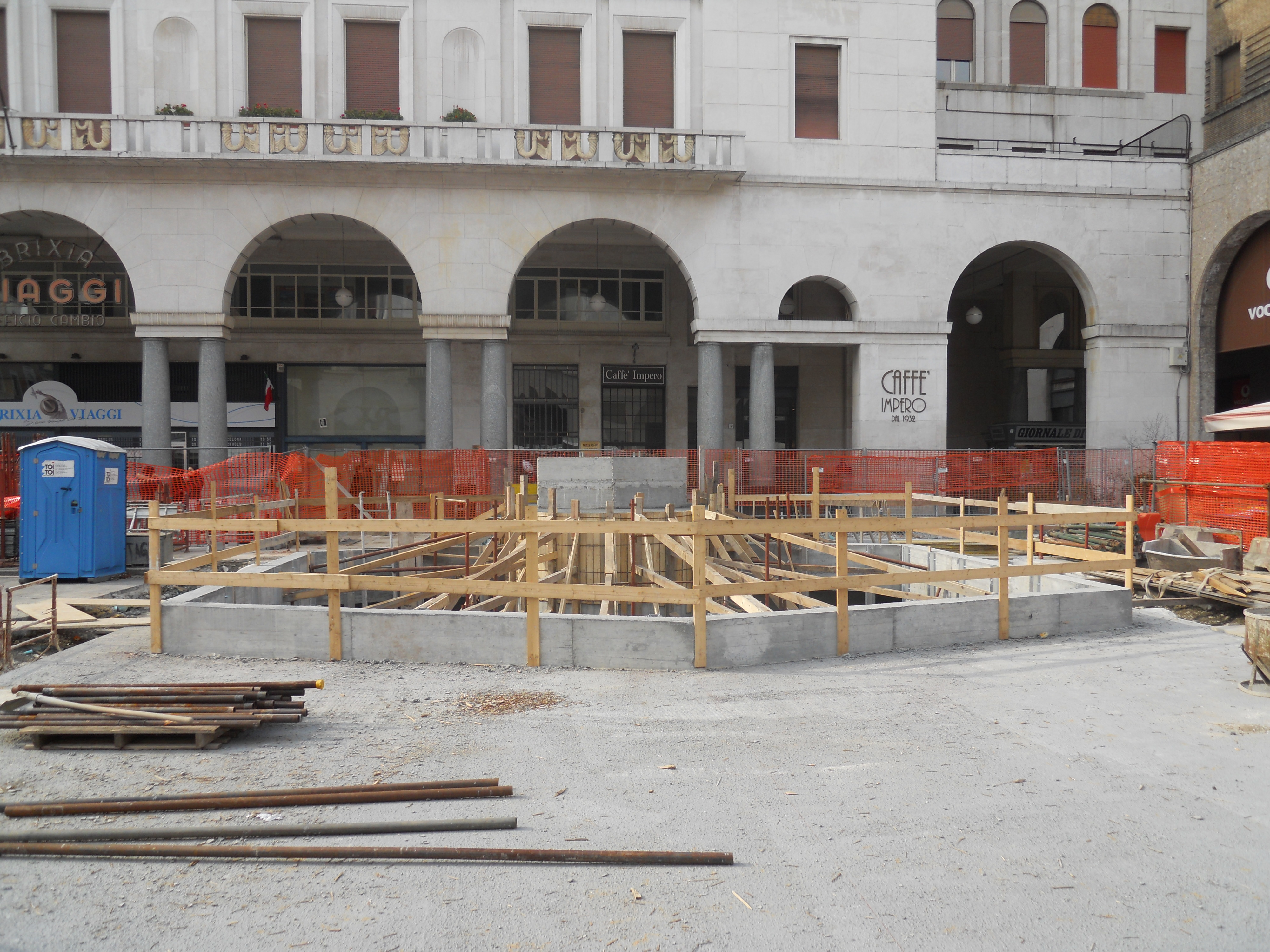
Il basamento della statua e la fontana in fase di ricostruzione nel febbraio 2013.

All'inizio di ottobre 2011 fu annunciato che il più vasto programma di riqualificazione della piazza, da concretizzare contemporaneamente all'apertura della metropolitana, avrebbe compreso la ricollocazione del colosso. Ciò avrebbe soddisfatto anche quanto imposto dalla Soprintendenza ai Beni Architettonici al programma di recupero dello spazio urbano, ossia riportare la piazza esattamente all'aspetto originale, compresa la ricollocazione del colosso di Arturo Dazzi. L'intenzione fu riconfermata un mese dopo, in concomitanza con il ritorno alla sede originale di un'altra statua "perduta", la Lodoiga, riportata dopo più di cent'anni sotto il porticato del Palazzo della Loggia. Mario Labolani, assessore ai Lavori pubblici e al Centro storico, specificò che l'operazione non sarebbe comunque avvenuta prima della fine del 2012, cioè prima dell'ultimazione della metropolitana e dei lavori di riqualificazione previsti per la piazza.
All'inizio del 2013 hanno avuto inizio i lavori di restauro del colosso da parte di una squadra di restauratori e studenti. Il recupero, complicato a causa delle condizioni in cui versa la statua dal punto di vista dell'integrità e della stabilità generale, prevederà una serie di carotaggi all'interno del blocco di marmo per permettere l'inserimento di barre di acciaio atte a recuperarne la statica. Terminata questa operazione, il colosso sarà riportato in piazza della Vittoria dove, nel frattempo, si sarà ultimata la ricostruzione dell'originale basamento, completo di fontana (i lavori hanno avuto inizio nell'autunno 2012). Una volta riportato in posizione eretta, sarà ultimato il restauro superficiale.
L'operazione di recupero ha visto la ferma condanna da parte dei partiti e dei consiglieri di opposizione all'interno del consiglio comunale, Emilio Del Bono in testa, e dell'Associazione Nazionale Partigiani d'Italia in quanto interpretata come scelta ideologica di stampo revisionistico. In particolare, per esempio, il consigliere comunale di opposizione Giuseppe Ungari ha dichiarato che si tratta di un «atto offensivo, prepotente e grave, che ferisce la memoria collettiva con il ripristino di simboli fascisti». Per quanto riguarda l'opinione della cittadinanza, è stata nuovamente l'ANPI a consegnare al sindaco Paroli, l'11 febbraio 2013, 1735 firme di cittadini bresciani contrari alla ricollocazione della statua. La protesta non è comunque stata accolta e lo stesso sindaco ha dichiarato che «questa non è un'operazione nostalgica. Guai a pensare che rimettere una statua possa ridare dignità al fascismo. Faremo di tutto perché non sia così». Nonostante questo incontro, ANPI e Fiamme Verdi hanno proseguito la loro protesta, sia continuando con la raccolta di firme, sia organizzando frequenti flash-mob e volantinaggi direttamente in Piazza della Vittoria.
Parte della contestazione ha riguardato anche i costi sostenuti per l'intera operazione (restauro della statua, ricostruzione del basamento, ecc.), probabilmente tra i quattrocento e i cinquecentomila euro, rientranti nei circa cinque milioni stanziati per la totalità del progetto di riqualificazione della piazza.
Il 5 aprile 2013 è stata presentata, in sede di consiglio comunale, una nuova petizione, da parte di ANPI e Fiamme Verdi, contro la ricollocazione della statua. Al termine della relativa discussione, la richiesta è stata nuovamente respinta dalla maggioranza, come d'altronde già annunciato in precedenza, sancendo definitivamente il ritorno del colosso nella sua posizione originale. La decisione è stata accolta con sdegno dall'opposizione, rappresentata dai consiglieri del Partito Democratico, e dalle associazioni che avevano presentato la petizione, mentre solo Laura Castelletti non si è dimostrata contraria all'operazione se questa sarà accompagnata dall'affissione di un'adeguata targa esplicativa.
Il ritorno della statua nella piazza era dunque previsto per la seconda decade di aprile, al quale sarebbe seguito il restauro superficiale e infine l'inaugurazione. Il completamento dei lavori è stato però rimandato per decisione dello stesso sindaco Adriano Paroli il 17 aprile 2013, dopo i numerosi incontri avvenuti con le associazioni dei partigiani nei giorni precedenti, soprattutto per limitare il dibattito sul ritorno del colosso nell'ambito delle elezioni amministrative e per rispetto verso la festività del 25 aprile, rimandando la questione al post-elezioni.

### La ripresa del dibattito
La giunta comunale guidata da Emilio Del Bono, insediatasi dopo quella di Paroli, ha proseguito e completato il progetto di riqualificazione della piazza, terminato alla fine del 2013, senza tuttavia ricollocare il Bigio. A questo proposito, Del Bono si è espresso in modo nettamente contrario su un atto che avrebbe portato a "scontri, divisioni e controversie", definendo il tema "marginale" rispetto ai problemi della città e specificando comunque come non sia stata una scelta ideologica, dettata bensì, oltre che dai precedenti motivi, anche dalla necessità di tutela del manufatto dagli atti vandalici e dal rispetto verso le vittime della strage di Piazza della Loggia. Inutili si sono rivelate anche le recenti richieste del direttore della Fondazione Il Vittoriale degli Italiani di Gardone Riviera, Giordano Bruno Guerri, di ottenere il Bigio in prestito.
Il dietro-front ha subito soprattutto le critiche da parte della Soprintendenza e, in un secondo momento, nell'aprile 2014, da parte del vicesindaco e assessore alla cultura Laura Castelletti, la quale si è detta contraria alla proposta di Del Bono di un bando internazionale per sostituire la statua. Diverse critiche sono giunte anche dagli esponenti della giunta precedente, soprattutto dall'ex assessore Mario Labolani e dall'ex sindaco Paroli, secondo i quali "Brescia non può aver paura di una statua". Il dibattito è tuttora aperto e si è esteso, sempre a partire dall'aprile 2014, anche ai social network, muovendosi su diversi fronti di pensiero, anche sul tema delle possibili alternative alla statua. Nel 2017 il confronto cittadino è ripreso, con toni forti, in seguito alla collocazione temporanea della statua di Mimmo Paladino sul piedistallo di piazza Vittoria e alle dichiarazioni del direttore di Brescia Musei Massimo Minini.

## Descrizione e stile
Dal punto di vista stilistico, la statua è di fatto rappresentativa dell'arte del periodo che la produsse: molto solida e caratterizzata dal geometrismo tipico dell'epoca, il colosso si presenta come un giovane nudo, dallo sguardo fiero, leggermente sporto in avanti, con il braccio sinistro ripiegato e appoggiato sul fianco e il destro steso lungo il corpo, con la mano stretta a pugno. Le gambe sono leggermente divaricate e la figura, sebbene complessivamente statica, pare tesa ad una pronta azione, quasi una sfida, sia per il pugno contratto sia per il petto gonfio e il volto sollevato, ruotato verso un obiettivo lontano.
Rispetto alle sculture degli atleti del Foro Italico, a cui comunque si rifà nello stile, l'opera del Dazzi indugia meno sui dettagli plastici dell'anatomia a beneficio di una maggiore compostezza d'insieme, dove gli scarsi appigli per l'occhio, che scivola continuamente sulla levigata e uniforme superficie della figura, favoriscono una veduta generale del colosso. La semplificazione è molto spinta, pur rimanendo la rappresentazione realistica e niente affatto stilizzata, tendente piuttosto a evidenziare con maggiore enfasi l'andamento dei volumi e delle spinte muscolari del possente giovane.
Il ruolo della statua nell'organizzazione monumentale della piazza è evidente se messo in connessione con l'arengario in marmo rosso che si trova all'angolo opposto, al quale il colosso rivolge lo sguardo. Questo studiato collegamento permette di legare il monumento al contesto circostante, come già accennato in precedenza, in un dialogo tra i due elementi planimetrici posti in posizioni eccentriche, emergenti con moli e colori completamente differenti. Veniva in questo modo ripetuta, su scala minore, l'irregolarità dei prospetti e dei volumi affacciati sulla piazza, molto variegati in cromatismo, altezza e forma, nonché l'irregolarità planimetrica della piazza stessa. Si creava così uno spazio anticlassico per eccellenza, sia nella planimetria sia nei volumi, sia negli stessi monumenti, in un'ottica sapientemente elaborata in fase di progetto dopo aver scartato la primitiva idea della statua in posizione centrale.
Il colosso poggiava su un alto zoccolo, a sua volta parte della fontana sottostante, di forma esagonale larga tredici metri, che ben si equilibrava con le architetture della piazza e fungeva anche da piastra virtuale alla statua, una sorta di stabilizzatore dei suoi forti accenti verticali. Il basso parapetto di contorno era aperto da un varco dal quale, mediante tre gradini, si scendeva al camminamento sottostante attorno al bacino, sul quale svettavano i dieci metri di statua e zoccolo. Era una soluzione decisamente innovativa, lontana dai modelli accademici sulle fontane pubbliche, che faceva della vasca una specie di laghetto di sosta enfatizzante la mole del colosso. La forma della fontana, fra l'altro, si collocava alla perfezione sia sull'incrocio a Y rovesciata fra le strade che attraversavano la piazza, sia nel sistema grafico della pavimentazione.